# Гайленд-Парк (Нью-Джерсі)
Гайленд-Парк (англ. Highland Park) — місто (англ. borough) в США, в окрузі Міддлсекс штату Нью-Джерсі. Населення — 15 072 особи (2020).

## Географія
Гайленд-Парк розташований за координатами 40°30′3″ пн. ш. 74°25′40″ зх. д. / 40.50083° пн. ш. 74.42778° зх. д. (40.500795, -74.427911).  За даними Бюро перепису населення США в 2010 році місто мало площу 4,71 км², з яких 4,69 км² — суходіл та 0,03 км² — водойми.

## Демографія
Згідно з переписом 2010 року, у селищі мешкали 13 982 особи в 5875 домогосподарствах у складі 3266 родин. Було 6203 помешкання
Расовий склад населення:
| - 68,3 % — білих - 17,8 % — азіатів - 7,8 % — чорних або афроамериканців - 0,1 % — корінних американців - 3,3 % — осіб інших рас |

До двох чи більше рас належало 2,6 %. Частка іспаномовних становила 9,0 % від усіх жителів.
За віковим діапазоном населення розподілялося таким чином: 21,1 % — особи молодші 18 років, 67,3 % — особи у віці 18—64 років, 11,6 % — особи у віці 65 років та старші. Медіана віку мешканця становила 34,8 року. На 100 осіб жіночої статі у селищі припадало 92,0 чоловіків;  на 100 жінок у віці від 18 років та старших — 91,0 чоловіків також старших 18 років.
Середній дохід на одне домашнє господарство  становив 99 696 доларів США (медіана — 68 837), а середній дохід на одну сім'ю — 123 218 доларів (медіана — 86 648). Медіана доходів становила 64 334 долари для чоловіків та 59 779 доларів для жінок. За межею бідності перебувало 11,1 % осіб, у тому числі 11,6 % дітей у віці до 18 років та 8,8 % осіб у віці 65 років та старших.
Цивільне працевлаштоване населення становило 7585 осіб. Основні галузі зайнятості: освіта, охорона здоров'я та соціальна допомога — 42,0 %, науковці, спеціалісти, менеджери — 12,2 %, роздрібна торгівля — 7,4 %, мистецтво, розваги та відпочинок — 7,1 %.